# Libnotes tartarus
Libnotes tartarus är en tvåvingeart som först beskrevs av Alexander 1965.  Libnotes tartarus ingår i släktet Libnotes och familjen småharkrankar. Inga underarter finns listade i Catalogue of Life.